# Seán Haughey
Seán Haughey (ur. 8 listopada 1961 w Dublinie) – irlandzki polityk, działacz Fianna Fáil, parlamentarzysta.

## Życiorys
Pochodzi z rodziny o tradycjach politycznych, urząd premiera sprawowali jego dziadek Seán Lemass i ojciec Charles Haughey. Ukończył studia z zakresu ekonomii i nauk politycznych w Trinity College w Dublinie. Wstąpił do ugrupowania Fianna Fáil. W latach 1985–2003 był radnym miejskim w Dublinie, w latach 1989–1990 pełnił funkcję burmistrza.
W 1987 i 1989 bezskutecznie kandydował do Dáil Éireann. W tych samych latach dwukrotnie wybierany natomiast do Seanad Éireann jako przedstawiciel panelu administracyjnego. Mandat posła do niższej izby irlandzkiego parlamentu po raz pierwszy uzyskał w 1992, z powodzeniem ubiegał się o reelekcję w wyborach w 1997, 2002 i 2007.
W latach 2006–2011 zajmował niższe stanowisko rządowe ministra stanu w departamencie edukacji i nauki, odpowiadając m.in. za kształcenie ustawiczne i transport szkolny. W 2011 nie uzyskał poselskiej reelekcji. W 2014 powrócił w skład rady miejskiej Dublina. W 2016 i 2020 ponownie był wybierany do Dáil Éireann.